# Фомін Сергій Кирилович
Фомін Сергій Кирилович ( 8 вересня 1924, Сетовка, Алтайський край — 9 жовтня 2007) — кандидат педагогічних наук, професор Національного університету фізичного виховання та спорту України, заслужений тренер України, багаторічний президент Федерації лижного спорту України.

## Біографічні відомості
Сергій Кирилович Фомін народився 8 вересня 1924 року у невеличкому селі Сетовка Грязнухінського району Алтайського краю. Приписавши собі один рік, добровільно пішов на фронт, брав участь у боях 1941 - 1945 років у Великій Вітчизняній Війні. Нагороджений орденами і медалями.
Після завершення війни 1946 року вступив до Київського державного інституту фізичної культури та спорту, закінчивши його 1952 року. Закінчив аспірантуру в Ленінграді. У віці 38 років отримав звання професора, став наймолодшим науковцем-професором Радянського Союзу у галузі спорту. Згодом впродовж майже 50 років працював на посадах доцента, професора, завідувача кафедрою зимових видів спорту, проректора з навчальної роботи у Київському державному інституті фізичної культури та спорту. Співавтор запатентованого пристрою для тренування гребців.
Після створення 1952 року Федерації лижного спорту України Сергій Кирилович став її першим президентом, залишався на цій посаді до кінця свого життя. Він також брав участь у заснуванні інших спортивних товариств та Національного олімпійського комітету України. Мав кваліфікацію судді Всесоюзної та Республіканської категорії з лижних гонок.

## Деякі праці і публікації
- Фомин С. К. Лыжный спорт//Метод. пособие для учителей физ. культуры и тренеров. — Киев Рад. шк. 1988. — 178 с.[3]
- Фомін С. К. Баюл Оксана Сергіївна//Енциклопедія Сучасної України. — Т. 2. — К., 2003. — С. 356.
- Применение лыжных мазей/С. К. Фомин, А. Б. Портнов. -Москва: Физкультура и спорт, 1979 . — 112 c.[4]
- Працював над створенням Спортивної енциклопедії України, проте не встиг її завершити[1].

## Нагороди та звання
Сергій Кирилович Фомін був нагороджений орденами та медалями:
- орден «Вітчизняної війни» II ступеню,
- орден «Богдана Хмельницького»
- орден «За мужність» III ступеню
- медалі: «Медаль Жукова», «Захиснику Вітчизни», «За перемогу над Німеччиною», «За доблесну працю», «Ветеран праці».

Крім того Сергій Кирилович нагороджений почесними грамотами та грамотами Президії Верховної Ради України, Міністерства освіти і науки СРСР, УРСР та України, Держкомспорту СРСР та УРСР, «Почесним знаком» Олімпійського комітету Росії.
Удостоєний звання «Заслужений працівник фізичної культури та спорту України», «Заслужений тренер УРСР», «Почесний працівник фізичної культури та спорту України».